# Municipio de Mountrail
El municipio de Mountrail (en inglés: Mountrail Township) es un municipio ubicado en el condado de Mountrail en el estado estadounidense de Dakota del Norte. En el año 2010 tenía una población de 28 habitantes y una densidad poblacional de 0,3 personas por km².

## Geografía
El municipio de Mountrail se encuentra ubicado en las coordenadas 47°53′54″N 101°55′33″O / 47.89833, -101.92583. Según la Oficina del Censo de los Estados Unidos, el municipio tiene una superficie total de 92.93 km², de la cual 92,83 km² corresponden a tierra firme y (0,11 %) 0,11 km² es agua.

## Demografía
Según el censo de 2010, había 28 personas residiendo en el municipio de Mountrail. La densidad de población era de 0,3 hab./km². De los 28 habitantes, el municipio de Mountrail estaba compuesto por el 100 % blancos. Del total de la población el 0 % eran hispanos o latinos de cualquier raza.